# 1008
| Calendário gregoriano                                                        | 1008 MVIII                                             |
| Ab urbe condita                                                              | 1761                                                   |
| Calendário arménio                                                           | 457 – 458                                              |
| Calendário bahá'í                                                            | -836 – -835                                            |
| Calendário budista                                                           | 1552                                                   |
| Calendário chinês                                                            | 3704 – 3705 Início a 10 de fevereiro (aproximadamente) |
| Calendário copta                                                             | 724 – 725                                              |
| Calendário etíope                                                            | 1000 – 1001                                            |
| Calendários hindus - Vikram Samvat - Calendário nacional indiano - Cáli Iuga | 1063 – 1064 929 – 930 4108 – 4109                      |
| Calendário Holoceno                                                          | 11008                                                  |
| Calendário islâmico                                                          | 398 – 399                                              |
| Calendário judaico                                                           | 4768 – 4769                                            |
| Calendário persa                                                             | 386 – 387                                              |
| Calendário rúnico                                                            | 1258                                                   |
| Calendário solar tailandês                                                   | 1551                                                   |

1008 (MVIII, na numeração romana) foi um ano bissexto do século XI do Calendário Juliano, da Era de Cristo, e as suas letras dominicais foram D e C (53 semanas), teve  início a uma quinta-feira e terminou a uma sexta-feira.
No território que viria a ser o reino de Portugal estava em vigor a Era de César que já contava 1046 anos.
| Ano completo                           |
| -------------------------------------- |
| Ano bissexto com início à quinta-feira |

## Eventos
- A japonesa Murasaki Shikibu escreve o primeiro romance até hoje conhecido: A História de Genji (ou Genji Monogatari).
- O Conde Alvito Nunes recebe o título de 4º Conde de Portugal.
- Guerra Civil desencadeada entre vários chefes mouros e apoiada pelos chefes cristãos da Ibéria, dorou de 1008 a 1031.
- Hixame II é deposto numa revolta chefiada por Maomé II que se proclama novo Califa.

## Nascimentos
- 4 de Maio - Henrique I de França.
- Go-Ichijo, 68º imperador do Japão.

## Mortes
- Kazan, 65º imperador do Japão.
- 12 de Outubro - Mendo Gonçalves n. 945, foi conde soberano de Portugal.